# Brandish
Brandish (ブランディッシュ?, Burandisshu) è un videogioco action RPG sviluppato da Nihon Falcom e pubblicato nel 1991 per NEC PC-9801. Convertito per FM Towns, TurboGrafx CD e Super Nintendo Entertainment System, il titolo ha ricevuto una riedizione per PC-98 come Brandish Renewal e un remake per PlayStation Portable dal titolo Brandish: The Dark Revenant (ブランディッシュ～ダークレヴナント～?).

## Trama
Il protagonista è Ares Toraernos che, in seguito ad uno scontro, si ritroverà intrappolato in un labirinto insieme alla sua nemesi Dela Delon.

## Modalità di gioco
Brandish è un dungeon crawl composto da 45 livelli diviso in cinque aree. Nella versione tridimensionale per PSP una volta terminato il gioco è possibile completare dieci ulteriori scenari nei panni di Dela.